# MTV Movie Awards 2005
De uitreiking van de MTV Movie Awards van 2005 werd op 4 juni gehouden in het Shrine Auditorium te Los Angeles, Californië. De presentatie was in handen van Jimmy Fallon.
Er waren optredens van Mariah Carey, Foo Fighters, Eminem en Yellowcard. Oorspronkelijk zou ook Nine Inch Nails optreden, maar zij haakten af omdat zij geen spotprent van president Bush mochten laten zien.

## Best Movie (Beste film)
- Napoleon Dynamite
- Kill Bill Vol. 2
- The Incredibles
- Spider-Man 2
- Ray

## Best Male Performance (Beste acteerprestatie door een man)
- Leonardo DiCaprio - The Aviator
- Jamie Foxx - Ray
- Will Smith - Hitch
- Brad Pitt - Troy
- Matt Damon - The Bourne Supremacy

## Best Female Performance (Beste acteerprestatie door een vrouw)
- Lindsay Lohan - Mean Girls
- Uma Thurman - Kill Bill Vol. 2
- Hilary Swank - Million Dollar Baby
- Rachel McAdams - The Notebook
- Natalie Portman - Garden State

## Breaktrough male performance (doorbrekende mannelijke optreden)
- Jon Heder - Napoleon Dynamite
- Tim McGraw - Friday Night Lights
- Zach Braff - Garden State
- Freddie Highmore - Finding Neverland
- Tyler Perry - Diary of a Mad Black Woman

## Breaktrough female performance (doorbrekende vrouwelijke optreden)
- Rachel McAdams - Mean Girls
- Ashanti - Coach Carter
- Elisha Cuthbert - The Girl Next Door
- Bryce Dallas Howard - The Village
- Emmy Rossum - The Day After Tomorrow

## Best Comedic Performance (Beste komische optreden)
- Dustin Hoffman - Meet the Fockers
- Antonio Banderas - Shrek 2
- Will Ferrell - Anchorman: The Legend of Ron Burgundy
- Ben Stiller - Dodgeball: A True Underdog Story
- Will Smith - Hitch

## Best On-Screen team (Beste team op het scherm)
- Lindsay Lohan, Rachel McAdams, Lacey Chabert, Amanda Seyfried - Mean Girls
- Craig T. Nelson, Holly Hunter, Spencer Fox, Sarah Vowell - The Incredibles
- Will Ferrell, Paul Rudd, David Koechner, Steve Carell - Anchorman: The Legend of Ron Burgundy
- Vince Vaughn, Christine Taylor, Justin Long, Alan Tudyk, Stephen Root, Joel David Moore, Chris Williams - Dodgeball: A True Underdog Story
- John Cho, Kal Penn - Harold & Kumar Go to White Castle

## Best Villain (Beste schurk)
- Ben Stiller - Dodgeball: A True Underdog Story
- Tom Cruise - Collateral
- Rachel McAdams - Mean Girls
- Jim Carrey - Lemony Snicket's A Series of Unfortunate Events
- Alfred Molina - Spider-Man 2

## Best kiss (beste zoen)
- Rachel McAdams & Ryan Gosling - The Notebook
- Natalie Portman & Zach Braff - Garden State
- Gwyneth Paltrow & Jude Law - Sky Captain and the World of Tomorrow
- Jennifer Garner & Natassia Malthe - Elektra
- Elisha Cuthbert & Emile Hirsch - The Girl Next Door

## Best fight (beste gevecht)
- Uma Thurman vs. Daryl Hannah - Kill Bill Vol. 2
- Het gevecht tussen de nieuws teams - Anchorman: The Legend of Ron Burgundy
- Brad Pitt vs. Eric Bana - Troy
- Ziyi Zhang vs. de heerser z'n wachten - House of Flying Daggers

## Best dance sequence performance (beste dansscene)
- Jon Heder - Napoleon Dynamite
- Jennifer Garner & Nathan Edge - 13 Going on 30
- Will Ferrell, Paul Rudd, D. Koechner, Steve Carell - Anchorman: The Legend of Ron Burgundy
- John Cho & Kal Penn - Harold & Kumar Go to White Castle

## Best action sequence (Beste actie scène)
- Destruction of Los Angeles, Roland Emmerich - Regisseur, The Day After Tomorrow
- The Subway Battle - Spider-Man 2
- Beverly Hills Plane Crash - The Aviator
- The Moscow Car Chase - The Bourne Supremacy
- The Desert Terrorist Assault - Team America: World Police

## Best frightened performance (Beste bange optreden)
Dakota Fanning - Hide and Seek
- Cary Elwes - Saw
- Sarah Michelle Gellar - The Grudge
- Jennifer Tilly - Seed of Chucky
- Mya - Cursed

## Best video game based on a movie (Beste videospel gebaseerd op een film)
- The Chronicles of Riddick: Escape from Butcher Bay
- Spider-Man 2
- Van Helsing
- Harry Potter and the Prisoner of Azkaban
- The Incredibles

## Musical performance (muziek optreden)
- Election Dance - Jon Heder, Napoleon Dynamite
- Thriller Dance - Mark Ruffalo, Jennifer Garner - 13 Going on 30
- Afternoon Deright - Will Ferrell, Paul Rudd, Fred Armisen, Steve Carell - Anchorman: The Legend of Ron Burgundy
- Hold on - John Cho, Carl Penn - Harold & Kumar Go to White Castle

## Silver Bucket of Excellence award
winnaars : Molly Ringwald, Judd Nelson, Ally Sheely & Anthony Michael Hall

## Generation Award
gewonnen door Tom Cruise
1992 · 1993 · 1994 · 1995 · 1996 · 1997 · 1998 · 1999 · 2000 · 2001 · 2002 · 2003 · 2004 · 2005 · 2006 · 2007 · 2008 · 2009 · 2010 · 2011